# Asse (Belgio)
Asse è un comune belga di 29 334 abitanti nelle Fiandre (Brabante Fiammingo).